# Мостобран на реци
Мостобран (енгл. Bridgehead) је просторија (земљишни рејон) на супротној обали реке или језера, коју заузимају, поседају и бране јединице при форсирању реке или при извођењу ваздушних и поморских десаната.

## Карактеристике
Сврха образовања мостобрана је стварање услова за пребацивање, искрцавање и дејство нових снага, обезбеђење извлачења сопствених снага преко реке, односно њихове евакуације поморским или ваздушним путем, и организовање одбране реке и обала. Могу се организовати и припремати још у миру (у типу сталне или полусталне фортификације), а на морској обали функција мостобрана често се намењује утврђеним лукама и базама на прекоморској територији.
Према значају, начину образовања, ангажованим снагама и месту у систему одбране, мостобрани могу имати тактички, оперативни и стратегијски значај, а према намени и степену утврђивања могу бити привремени и стални. У литератури се често употребљавају и појмови ужи и шири мостобран, поморски мостобран се каткад назива и десантна основица, а ваздушнодесантни мостобран-ваздушнодесантна основица.